# Ga Myeonmok
Ga Myeonmok (Tiếng Hàn: 면목역, Hanja: 面牧驛) là ga tàu điện ngầm trên Tàu điện ngầm Seoul tuyến 7 nằm ở Myeonmok-dong, Jungnang-gu, Seoul.

## Lịch sử
- 11 tháng 10 năm 1996: Bắt đầu khai thác Tuyến tàu điện ngầm Seoul số 7.
- 29 tháng 4 năm 2011: Hoàn thành lắp đặt thang cuốn tại lối ra 2.

## Bố trí ga
| Sangbong ↑  |
| \| N/B      |
| ↓ Sagajeong |

| Hướng Bắc | ● Tuyến 7 | ← Hướng đi Sangbong · Nowon · Dobongsan · Jangam                 |
| Hướng Nam | ● Tuyến 7 | → Hướng đi Đại học Konkuk · Xe buýt tốc hành · Onsu · Seongnam → |

## Xung quanh nhà ga
| Lối ra \| 나가는 곳 \| Exit \| 出口 | Lối ra \| 나가는 곳 \| Exit \| 出口 |
| ----------------------------------- | --- |
| 1                                   | Chợ Dongwon Trường tiểu học Myeonmok Myeonmokbon-dong |
| 2                                   | Myeonmok 3·8-dong Đại học Seoil Trung tâm An toàn Công cộng Myeonmok 1 Khu vực Myeonmok |
| 3                                   | Trung tâm cộng đồng Myeonmokbon-dong, Thư viện thông tin Myeonmok Trường tiểu học Myeondong Myeonmok 2·5-dong Suối Myeonmok Bokgae Trường tiểu học Jungmok Trung tâm phúc lợi người cao tuổi Jungnang |